# Jacques Müntz
Jacques Müntz, né le 7 juillet 1881 à Nancy (Meurthe-et-Moselle) et mort à Paris (16e arrondissement) le 1er novembre 1972, est un polytechnicien arbitre international de rugby à XV.

## Biographie

### Origines familiales
Eugène Charles Jacques Müntz est né le 7 juillet 1881 à Nancy (Meurthe-et-Moselle) ; il est le fils de Jean George Müntz (1845-1930), ingénieur des ponts et chaussées, et de Jeanne Augusta Marguerite Breittmayer (1857-1938).

### Formation
Après l'obtention du baccalauréat ès-sciences (mathématiques élémentaires), il poursuit ses études en classes préparatoires au lycée Rollin et intègre à tout juste 20 ans l'École polytechnique en 1901 où il est élu caissier de sa promotion. Il en sort en 1903 sous-lieutenant dans l'Artillerie.

### Carrière professionnelle
Officier d'active, Jacques Müntz mène une carrière d'artilleur, le plus souvent auprès des États-Majors. Capitaine à l'État-Major de la 70e Division d'Infanterie, il fait partie en septembre 1917 des officiers et sous-officiers de l'Armée française, envoyés comme instructeurs dans les 32 centres d'instruction de l'Armée américaine. Il est nommé chef d'escadron le 30 juin 1918 et on le retrouve lieutenant-colonel quand il est nommé officier de l'ordre de la Légion d'honneur le 29 juin 1940.
Après la guerre 1914-1918, il démissionne de l'armée pour entrer à la Compagnie internationale des wagons-lits où il devient ingénieur en chef.

## Rugbyman et arbitre

### Contexte
Le rugby à XV a été introduit en France vers 1870 par des Britanniques travaillant dans l’Hexagone. Dès 1872, certains d’entre eux fondent le Havre Athletic Club avec lequel ils pratiquent une forme hybride de rugby et de football qu'ils appellent combination.
Le premier véritable club de rugby français est le English Taylors RFC, fondé par des hommes d'affaires anglais à Paris en 1877, suivi par le Paris Football Club l'année suivante. Ce dernier a une durée de vie éphémère. Sa scission entraîne la formation du Racing club de France en 1882, du Stade français en 1883 (ou 1887) et de l'Olympique en 1888, entièrement ou en partie créés par des français.
Le développement du rugby est favorisé en France par Pierre de Coubertin, passionné de rugby et qui souhaite reproduire ce modèle éducatif anglais dans les grands établissements parisiens en guise de rééducation physique et morale des futures élites du pays qui a connu la défaite de 1870.

### Rugbyman
Jacques Müntz est sociétaire du Racing club de France où son gabarit de 1,78 m pour 72 kg le fait jouer en deuxième ligne. Élève en première année à l'École polytechnique, il dispute le 23 mars 1902 au Parc des Princes (Paris), devant 1 000 spectateurs, la finale du championnat de France 1901-1902 où son club est sacré champion de France,,.

### Arbitre
Après une première carrière en tant que pratiquant, Jacques Müntz entame ensuite en tant qu'arbitre et dirigeant une seconde carrière entièrement consacrée au rugby.
Le 11 janvier 1925, il est juge de touche pour le match qui oppose à Colombes la sélection française à la Nouvelle-Zélande. Il est désigné – honneur insigne – pour diriger le 5 octobre 1929 à Twickenham le match du Mémorial Rowland Hill, premier secrétaire de la Fédération anglaise de rugby, qui oppose une sélection Angleterre-Galles à Écosse-Irlande. Le 5 mai 1932, il dirige la finale du championnat de France 1931-1932,,.
En 1935, Jacques Müntz, qui préside la commission centrale des arbitres, s'adresse aux arbitres de France dans un texte référence qui n'a pas pris une ride :
Il démissionne en 1937 ne réussissant pas à sauver le rugby français affaibli par la concurrence du jeu à XIII.

## Distinction
Le sous-secrétaire d'État de l'Éducation nationale lui décerne le 25 octobre 1933 la médaille d'or de l'Éducation physique « pour services rendus à l'éducation physique ».
Il est nommé officier de l'ordre de la Légion d'honneur le 29 juin 1940.

### Iconographie
- La Vie au grand air, n° 327 du 15 décembre 1904, p. 1013 : « Müntz, un sous-lieutenant d'artillerie sceptique, souriant et musclé. N'est jamais étonné d'être battu, ne l'est pas non plus d'être vainqueur. »
- Racing Club de France, 1931, Agence de presse Meurisse : Jacques Müntz (portrait à 3 m)
- Racing Club de France, 1931, Agence de presse Meurisse : de gauche à droite, Jacques Müntz avec les anciens internationaux de rugby Marcel Communeau[FFR 8], Louis Dedet[FFR 9], Fernand Forgues[FFR 10] et Adolphe Jauréguy[FFR 11].